# La coronación de la Virgen (El Greco, Illescas)
La coronación de la Virgen  es una obra del Greco, realizada entre 1603 y 1605 durante su último período toledano. Se encuentra en el santuario de Nuestra Señora de la Caridad.
El Greco, por mediación de su hijo, en 1603 consiguió un contrato para realizar cuatro cuadros para iglesia del antiguo hospital de la Caridad de Illescas (Toledo). Los cuadros corresponden al periodo tardío del pintor.

## Análisis
Es una de las preferidas por el cretense. Son varias las que se conservan pero, sin duda, esta de Illescas es considerada como la más bella de todas las Coronaciones que realizó el pintor. Esta vez elige un formato oval para situar la escena que iba a estar colocada en el techo de la bóveda, por eso también contemplamos fuertes desproporciones en el cuerpo de los personajes de Dios Padre, la Virgen María y Dios Hijo, con grandes piernas escorzadas en primer plano y pequeñas cabezas que alejan y dan profundidad al cuadro. Sigue una composición triangular con el vértice hacia abajo donde sitúa a las tres personas de la Santísima Trinidad y a la Virgen que asciende a los cielos acompañada o ayudada por un grupo de ángeles. Es una escena donde la atmósfera celestial se convierte en personaje protagonista, donde El Greco crea unas cascadas de nubes en los laterales que conforman un trono donde se sientan los personajes, todo salpicado por racimos de querubines y niños ángeles que revolotean alrededor y dan movimiento a la escena.